# Clascoteron
Clascoteron ist ein Antiandrogen, welches im August 2020 in den USA unter dem Handelsnamen Winlevi zur lokalen Behandlung von Akne zugelassen wurde. Bei lokaler Anwendung tritt keine systemische Antiandrogen-Wirkung auf. Die Wirkung bei Haarausfall wird gegenwärtig klinisch geprüft. Chemisch gesehen ist Clascoteron der Propionsäureester von 11-Desoxycortisol.

## Anwendung
Eine Creme mit 1 % Clascoteron wird morgens und abends täglich dünn und gleichmäßig auf die an Akne erkrankten Hautstellen aufgetragen. Die Creme sollte nicht in die Augen, die Mundhöhle oder die Scheide gelangen.

## Wirksamkeitsnachweis
An Zellen von Hautpapillen wurde experimentell eine antagonistische Wirkung von Clascoteron auf den Androgenrezeptor nachgewiesen. In einer kleinen, randomisierten, kontrollierten Pilot-Studie im Jahr 2011 wurde beobachtet, dass eine Clascoteron-Creme Aknesymptome ebenso gut, oder deutlich besser verminderte als Tretinoin. Es folgten zwei große Phase-III-Studien, welche die Wirksamkeit der Clascoteron-Creme bei der Behandlung von Akne über einen Zeitraum von zwölf Wochen prüfte. Beide Studien umfassten insgesamt 1440 Patienten beider Geschlechter von 9 bis Jahren, die 30 bis 75 entzündliche oder 30 bis 100 nicht entzündliche Akne-Läsionen (Schweregrad 3–4) aufwiesen. Diese wurden entweder mit Clascoteron-Creme, oder mit einer Creme ohne Wirkstoff behandelt. Eine Besserung der Akne (Schweregrad mindestens zwei Stufen geringer) wurde in der ersten Studie mit dem Wirkstoff in 20,4 % und ohne den Wirkstoff in 13 % festgestellt. In der zweiten Studie waren es 19,9 % mit und 10,8 % ohne Wirkstoff. Es wurden keine systemischen antiandrogene Effekte festgestellt. Nebenwirkungen traten mit und ohne Wirkstoff etwa gleich häufig auf.

## Einschränkungen
Es gibt bisher keine Daten zur Anwendung bei Schwangeren und zur Übertragung des Wirkstoffes durch die Muttermilch. Auch erfolgte in den großen randomisierten Studien keine Prüfung zum Vergleich mit anderen Wirkstoffen. Clascoteron-Creme sollte bei Jugendlichen und Kindern unter zwölf Jahre nicht angewendet werden. Bei einer Studie mit Kindern kam es in zwei Fällen (9 %) zu einer Blockierung der Hypothalamus-Hypophysen-Nebennierenrinden-Achse, die sich aber nach Absetzen der Creme innerhalb von vier Wochen normalisierte.